# Hohgwächte
Hohgwächte är en bergstopp i Schweiz.   Den ligger i distriktet Visp och kantonen Valais, i den södra delen av landet, 100 km söder om huvudstaden Bern. Toppen på Hohgwächte är 3 740 meter över havet, eller 112 meter över den omgivande terrängen. Bredden vid basen är 0,71 km.
Terrängen runt Hohgwächte är huvudsakligen mycket bergig. Närmaste större samhälle är Zermatt, 11,6 km sydväst om Hohgwächte. 
Trakten runt Hohgwächte består i huvudsak av gräsmarker. Runt Hohgwächte är det glesbefolkat, med 19 invånare per kvadratkilometer.